# Dixeia spilleri
Dixeia spilleri é uma borboleta na família Pieridae. É nativa da África Austral e Oriental.
A envergadura é de 33 a 40 mm nos machos e 35 a 42 mm nas fêmeas. O seu período de voo é o ano todo.
As larvas se alimentam de espécies de Capparis.